# Joaquín Suárez (Uruguai)
Joaquín Suárez és un municipi de l'Uruguai, ubicat al departament de Canelones, a la setzena Secció Judicial, en el límit amb el departament de Montevideo. Rep el seu nom de l'expresident de la República i pròcer de la independència, conjuntament amb José Gervasio Artigas, el General Joaquín Suárez, que va governar el país des de 1843 fins a l'any 1852.
L'actual alcalde és Leonardo D'Andrea.

## Història
Va ser fundat pel rematador de terres Francisco Piria el 15 d'octubre de 1882, al paratge Cuchilla Alta, entre Toledo i Pando.
Era creuat per la via fèrria d'un extrem a l'altre (Ferrocarril uruguaià de l'Est) i envoltat per la colònia Garibaldi, construïda per Piria i la seva empresa "La Industrial".
Al costat de l'estació es va reservar un lloc per a la plaça, la comissaria, l'església i l'escola.
El 2 d'octubre de 1929 va ser declarat poble, i el fraccionament de terrenys cap a la ruta 8 va determinar l'origen de certes viles.
Les principals fonts de treball, a més dels serveis públics, són granges de fruiters, fàbrica d'enllatades, i pedreres de granit, encara que la majoria dels habitants treballen a Montevideo.

## Població
Joaquín Suárez té una població de 6.124 habitants segons les dades de l'INE durant el cens de 2004.

## Infraestructura
Compta amb un centre d'ensenyament secundari i allà es troba citada la Colònia Educacional Roberto Berro, centre educatiu de l'INAME (Institut Nacional del Menor).